# Naresh Goyal
Naresh Goyal, né le 29 juillet 1950 est un homme d'affaires et chef d'entreprise indien. Il est le fondateur et président de la compagnie aérienne indienne Jet Airways.

## Biographie

### Formation
Naresh Goyal est diplômé d'une formation en commerce en 1967. 

### Carrière
En 1991, dans le cadre de la diversification continue de ses activités commerciales, il profite de l'ouverture de l'économie indienne et de "Open Skies Policy" du gouvernement de l'Inde pour mettre en place Jet Airways avec notamment des services sur les secteurs intérieurs en Inde. Jet Airways commence ses activités commerciales au mai 1993. Il est le président fondateur de l'entreprise. 

### Autres mandats
- Naresh Goyal fait partie de l'Association internationale du transport aérien (IATA)[3]